# صلاح الدين أحمد
صلاح الدين أحمد (ولد في 4 أكتوبر 1975) هو شاعر وكاتب خيال علمي وفنتازيا أميركي. تم ترشيح كتابه «عرش هلال القمر» لـجائزة هوغو لأفضل رواية وفاز بجائزة لوكوس لأفضل رواية أولى. كما كان في نهائي جائزة جون كامبل، وجائزة سديم لأفضل رواية وجائزة سديم لأفضل قصة قصيرة. وقد نشر خيال أحمد في المقتطفات والمجلات بما في ذلك سترانج هورايزونز, أورسن سكوت كارد' عرض الطب بين المجرات, كلوكوورك فينيكس 2 و تحت السماء بلا توقف. وهو أيضاً مؤلف سلسلة بلاك بولت من مارفل كومكس.

## الحياة الشخصية والتعليم
ولد أحمد في عام 1975 في ديترويت، ميشيغان من والدين من أصول لبنانية، مصرية، أيرلندية، بولندية. والده، إسماعيل أحمد، كان سابقاً في التجارة البحرية، عمل في مصنع كمنظم مجتمع. كانت والدته ناشطة سياسية.
بعد تخرجه من المدرسة الثانوية، ألتحق أحمد بكلية هنري فورد الأهلية قبل أن ينتقل إلى جامعة ميشيغان في آن أربور. بعد تلقي B.A. في الدراسات الأمريكية، حصل أحمد على شهادة الماجستير في كلية بروكلين وماجستير في اللغة الإنجليزية من جامعة روتجرز.
اكتسب أحمد اهتمامًا قوميًا في شهر تشرين الأول 2017 عندما أنتشر منشوره في موقع تويتر على الإنترنت. وفي كلمة موجهة إلى كلوقز، غرد أحمد: «لماذا حرفياً الذرة البنية الوحيدة في صندوق الحبوب كله هو بواب؟ هذا تعليم للأطفال على العنصرية». ورداً على أهتمام وسائل الإعلام، أشارت كيلوقز إلى أنها ستغير العمل الفني على شحنات الذرة المستقبلية.

## المهنية

### الكتابات
تم نشر قصص الخيال العلمي والقصص الخيالية لأحمد في المجلات والمختارات، بما في ذلك سترينج هورايزون, أورسن سكوت كارد' عرض الطب بين المجرات, كلوكوورك فينيكس 2, تحت السماء بلا توقف. في عام 2010 كان في نهائي جائزة جون كامبل لأفضل كاتب.
كانت قصة أحمد «حوافر وكوخ عبد الجميلة»، التي نشرت أصلاً في كلوكوورك فينيكس 2, كانت في نهائي 2010 جائزة سديم لأفضل قصة قصيرة. قصته «أين الفضيلة تعيش»، نشرت في الأصل تحت السماء بلا توقف، كانت في الدور النهائي لعام 2009 جائزة هاربر بين.
روايته الثلاثية ممالك هلال القمر نشرت من قبل داو للكتاب. الروايات هي أوهام مستوحاة من ألف ليلة وليلة. الكتاب الأول من هذه السلسلة، عرش الهلال, نشر من قبل داو للكتاب في شباط / فبراير 2012.
تم نشر شعر أحمد في العديد من المجلات والكتب الأدبية وتم منحه زمالات من جامعة ميشيغان وكلية بروكلين ومجلس برونكس للفنون.

### الجوائز والأوسمة
عرش هلال القمر كان في النهائي لكلا 2012 جائزة سديم لأفضل رواية عام 2013 جائزة هوغو لأفضل رواية. فاز أحمد بجائزة لوكوس لأفضل أول رواية.
كما كان في الدور النهائي لجائزة جون دبليو كامبل لعامي 2010 و 2011 وجائزة نيبولا 2009 لأفضل قصة قصيرة.
لقد كان ضيف الشرف في العديد من مؤتمرات الخيال العلمي، آخرها WisCon 42.

## العمل

### الروايات
- عرش هلال القمر (داو للكتاب، 2012)

### كوميكس
- بلاك بولت (سلسلة شهرية من مارفل كومكس، أيار / مايو 2017-أبريل 2018).
- المنفيين (سلسلة شهرية من مارفل كومكس، نيسان / أبريل 2018 إلى الوقت الحاضر).
- أبوت (سلسلة شهرية من بووم! استوديو، كانون الثاني / يناير 2018 إلى الوقت الحاضر)

### المجموعات
- محفورة على العين (نشر ريدان، 2012)

### قصص قصيرة
- حرب النجوم: خليج كانتو - «قواعد اللعبة» (ديل ري، كانون الأول / ديسمبر 2017)
- «بدون إيمان، بدون قانون، بدون فرح» - الخرق والعظام, ed. بواسطة ميليسا مار تيم برات (ليتل، براون للكتاب للقراء الشباب، تشرين الأول / أكتوبر 2013)
- «جمشت، الظل والنور» - الرحلات المخيفة, ed. جوناثان ستراهان (سولاريس، أيار / مايو 2013)
- «الجنود المؤمنين، الدفع» - مجلة أبيكس 18، تشرين الثاني / نوفمبر 2010

بودكاست من قبل ستارشيب صوغا
- "السيد الحاج راكب غروب الشمس" - تحت السماء بلا توقف, مايو 2010
- أنتقام الجنرال أكمد؟ " - توسيع هورايزونز 16، آذار / مارس 2010
- "الطبيب ديابلو يذهب من خلال الأقتراحات" - سترينج هورايزونز، شباط / فبراير 2010

بودكاست قبل درابل كاست
- "حكم السيوف والنفوس" - أورسون سكوت كارد ما عرض الطب بين المجرات
- "حوافر وكوخ عبد الجميلة" - كلوكوورك فينيكس 2, ed. مايك ألين (نوريلانا للكتاب تموز / يوليو 2009)

الدور النهائي لعام 2010 جائزة سديم لأفضل قصة قصيرة
بودكاست قبل بودكاسل
- "حيث الفضيلة تعيش - تحت السماء بلا توقف، نيسان / أبريل 2009

الدور النهائي لعام 2009 جائزة هاربر بين.

### الشعر
ظهر شعر أحمد في المجلات والمختارات التالية:
- كالالوو المجلد 32, العدد 4 (2009)
- ضد أجاممنون: شعر الحرب (مطبعة واترود 2009)
- يميل إلى الكلام: مختارات من الشعر الأمريكي العربي المعاصر (مطبعة جامعة أركنساس 2008)
- مارجي: المجلة الأمريكية للشعر المجلد 6 (2007)
- نبدأ من هنا: قصائد عن فلسطين ولبنان (أنترلينك للكتاب 2007)
- أستعراض بروكلين #19 (2002)
- أستعراض بروكلين #18 (2001)
- مدينة كبيرة مضاءة (2001)
- مزنة المجلد 3, العدد 1 (2001)
- التخلي عن السيارات: شعر مدينة ديترويت (مطبعة جامعة ولاية واين 2001)
- بعد جبران: مختارات من الكتابة العربية الأمريكية الجديدة (كتاب / مطبعة جامعة سيراكيوز 2000)
- عرب ديترويت: من الهامش إلى التيار (مطبعة جامعة ولاية واين 2000)

## وصلات خارجية
- صلاح الدين أحمد على موقع IMDb (الإنجليزية)
- صلاح الدين أحمد  على قاعدة بيانات الخيال التأملي على الإنترنت